# Стшелечки
Стшелечкі (пол. Strzeleczki) — місто в Польщі, у гміні Стшелечки Крапковицького повіту Опольського воєводства.
Населення — 1628 осіб (2011).

## Демографія
Демографічна структура станом на 31 березня 2011 року:
|          | Загалом | Допрацездатний вік | Працездатний вік | Постпрацездатний вік |
| -------- | ------- | ------------------ | ---------------- | -------------------- |
| Чоловіки | 768     | 130                | 523              | 115                  |
| Жінки    | 860     | 146                | 515              | 199                  |
| Разом    | 1628    | 276                | 1038             | 314                  |